# Dotternhausen

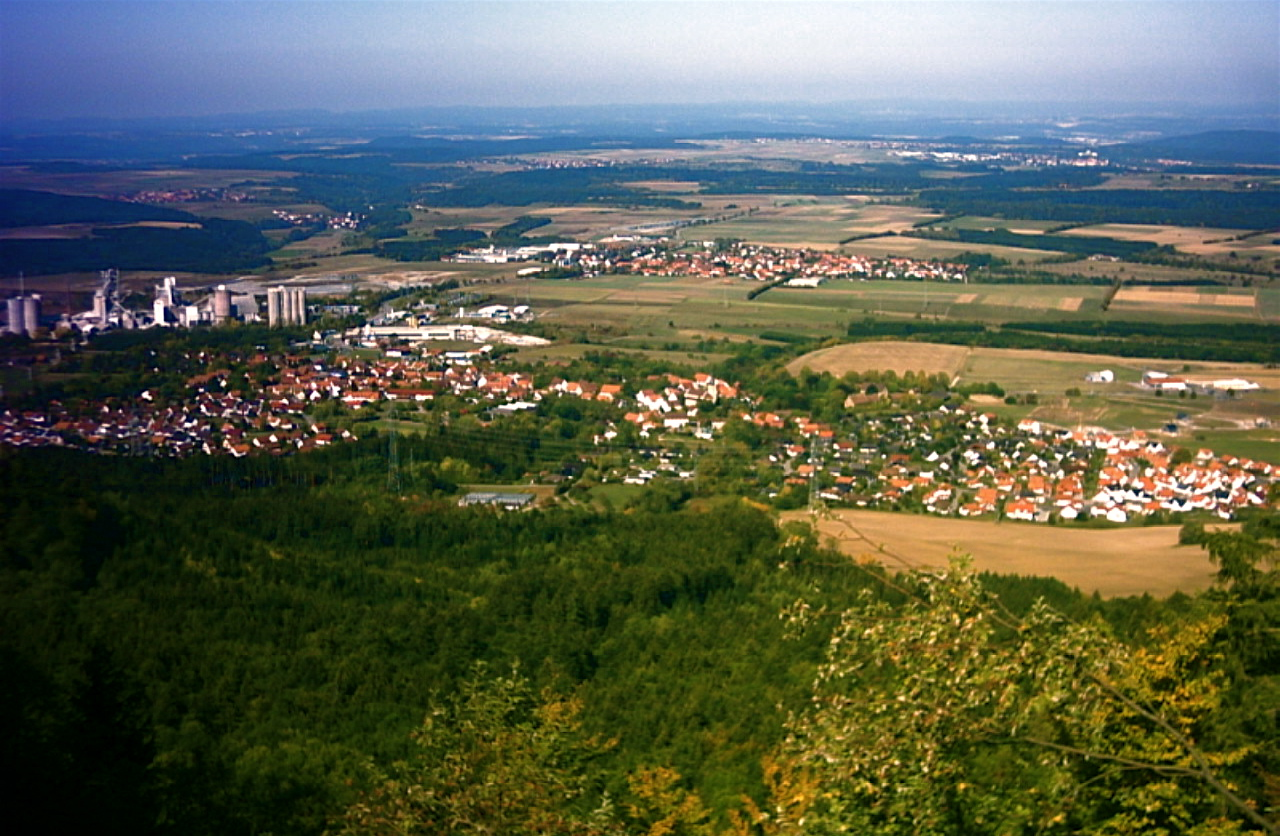
Dotternhausen vom Plettenberg gesehen

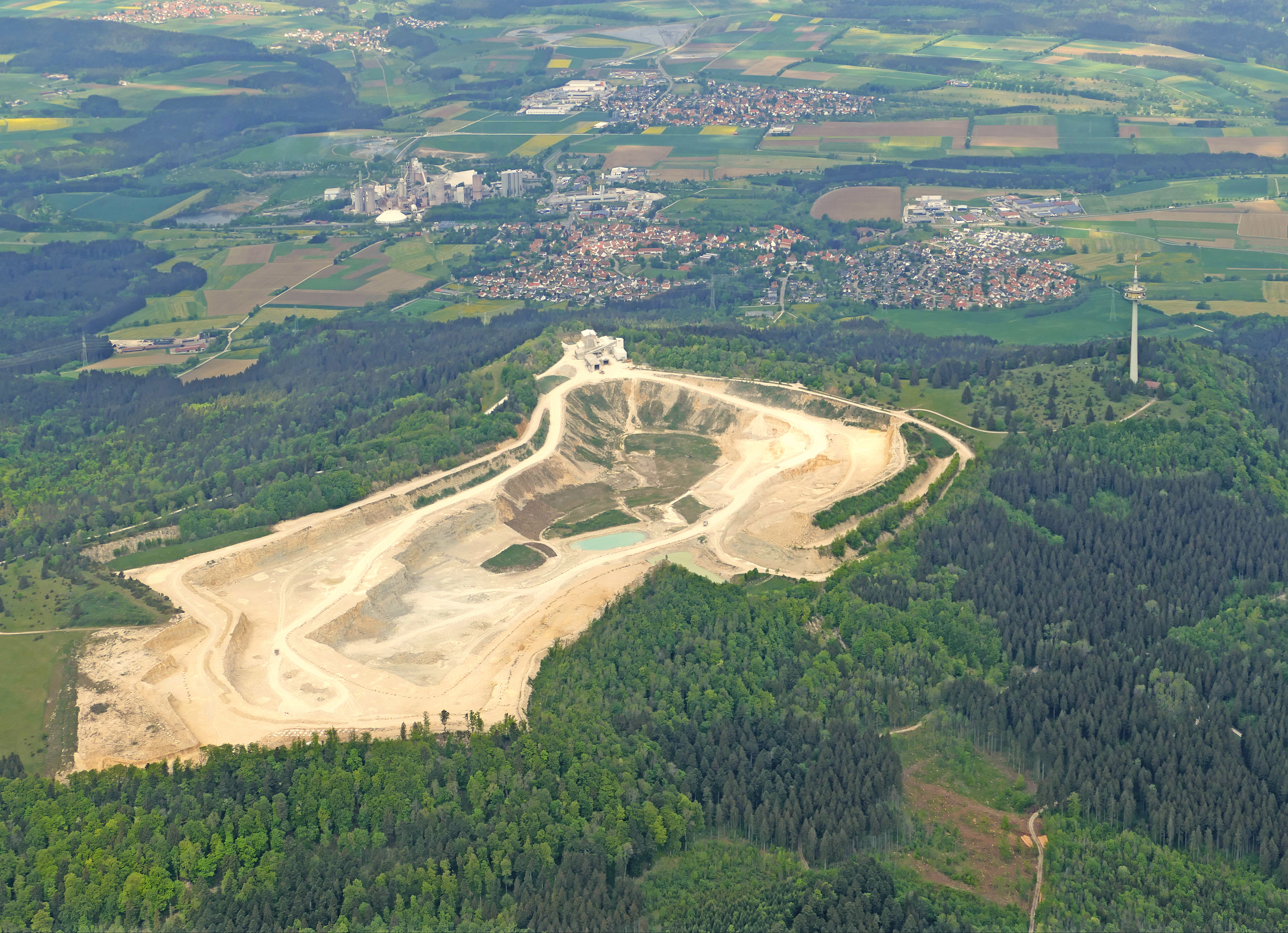
Luftbild des Steinbruchs vom Zementwerk Dotternhausen

Dotternhausen ist eine Gemeinde im Zollernalbkreis in Baden-Württemberg. Sie besteht allein aus dem gleichnamigen Dorf.

## Geografie

### Geografische Lage
Dotternhausen liegt am 1001,7 m ü. NHN hohen Plettenberg, dem am weitesten herausragenden Berg am Westrand der Schwäbischen Alb. Das Gemeindegebiet erstreckt sich über 10,02 km² mit einer Höhenlage von 577,7 bis 1001,7 m ü. NHN.

### Gewässer
Die Gemeinde liegt am nördlichen Rande des Oberen Schlichemtals. Die Schlichem verläuft an der südlichen Grenze der Dotternhausener Markung.
Durch den Ort fließt der teilweise verdolte Katzenbach. Er verläuft jedoch in Richtung Nordosten und mündet in Balingen in die Eyach.

### Nachbargemeinden
Die Nachbargemeinden Dotternhausens sind (beginnend im Norden):
- Balingen (Ortsteile Erzingen und Roßwangen)
- Hausen am Tann
- Ratshausen
- Schömberg (Zollernalbkreis)
- Dormettingen

### Historische Geografie
Im Osten der Gemeinde Dotternhausen liegt die Wüstung Degenhard. Zu ihr gehören alemannische Gräber aus dem 7. Jahrhundert. 1409 wird ein Hof genannt, der als letzter Rest des Weilers betrachtet wird.
In der Flur Burgstall auf dem Plettenberg befand sich eine mittelalterliche Burg, die Burg Plettenberg. Im 16. und 17. Jahrhundert wird sie als Gut Plaikten genannt.

### Schutzgebiete
Dotternhausen hat Anteil am Naturschutzgebiet Plettenkeller. Der Plettenberg gehört außerdem zum Landschaftsschutzgebiet Großer Heuberg, zum FFH-Gebiet Östlicher Großer Heuberg und zum Vogelschutzgebiet Südwestalb und Oberes Donautal.
Nördlich der Ortslage befinden sich zudem zwei  Teilgebiete des FFH-Gebiets Kleiner Heuberg und Albvorland bei Balingen.

## Geschichte

### Vorgeschichte
Bei Bautätigkeiten wurde ein Keltengrab entdeckt, welches um das Jahr 600 v. Chr. entstanden sein könnte. Archäologische Befunde lassen auch den Schluss zu, dass bereits um 800 n. Chr. ein alemannisches Dorf vorhanden war.

### Geschichte bis zum Ende des alten Reichs
Dotternhausen wurde erstmals im Jahr 1064 urkundlich erwähnt (Doderenhusen), als mehrere Ortschaften an das Kloster Ottmarsheim im Elsass kamen. Neben dem Kloster lassen sich noch weitere Grundherren belegen. Die Besitzverhältnisse wechselten häufig. Am südlichen Ende des Plettenbergs befinden sich noch Grabenreste der Burg Plettenberg aus dem 12. Jahrhundert. Die Gemeinde war bis ins 19. Jahrhundert als Teil der Grafschaft Hohenberg unter der Herrschaft Vorderösterreichs. Am Ort bildete sich ein Rittergut heraus, welches zahlreiche Besitzwechsel verzeichnete. Sitz der Herrschaft war das Schloss Dotternhausen. Mit der Mediatisierung wurde Dotternhausen 1805 an Württemberg übergeben. Johann Friedrich von Cotta erwarb 1814 das Rittergut  und gewährte den Leibeigenen 1817 die persönliche Freiheit.

### Geschichte seit dem 19. Jahrhundert
Bei der Umsetzung der neuen Verwaltungsgliederung im 1806 gegründeten Königreich Württemberg wurde Dotternhausen dem Oberamt Spaichingen zugeordnet, bei dem der Ort bis 1842 blieb. Von 1842 bis 1938 gehörte Dotternhausen zum Oberamt Rottweil, das seit 1934 Kreis Rottweil hieß.
Mit der Eröffnung der Stichbahn von Balingen nach Schömberg erhielt Dotternhausen 1911 Anschluss an das Streckennetz der Württembergischen Eisenbahn. Von 1928 bis 1971 lief die Bahnstrecke der Reichsbahn und späteren Bundesbahn durchgängig von Balingen bis Rottweil.
Durch die Kreisreform während der NS-Zeit in Württemberg gelangte die Gemeinde 1938 zum Landkreis Balingen. Im Jahre 1945 wurde Dotternhausen Teil der Französischen Besatzungszone und kam somit zum Nachkriegsland Württemberg-Hohenzollern, welches 1952 im Bundesland Baden-Württemberg aufging. Seit der Kreisreform von 1973 ist die Gemeinde Teil des Zollernalbkreises, der durch den Zusammenschluss des Landkreises Balingen mit dem Landkreis Hechingen entstand.

### Einwohnerentwicklung
| Jahr      | 1789 | 1791 | 1805 | 1823 | 1871 | 1880 | 1890 | 1900 | 1910 | 1939 |
| --------- | ---- | ---- | ---- | ---- | ---- | ---- | ---- | ---- | ---- | ---- |
| Einwohner | 890  | 768  | 500  | 692  | 815  | 774  | 694  | 669  | 653  | 706  |
| Jahr      | 1950 | 1956 | 1964 | 1970 | 1979 | 1982 | 1983 | 1990 | 1995 | 2000 |
| Einwohner | 950  | 1000 | 1110 | 1209 | 1202 | 1313 | 1401 | 1633 | 1735 | 1764 |
| Jahr      | 2005 | 2010 | 2015 | 2020 |      |      |      |      |      |      |
| Einwohner | 1865 | 1862 | 1835 | 1844 |      |      |      |      |      |      |

## Religion
Dotternhausens Einwohner sind traditionell in der Mehrheit römisch-katholisch, da in den vorderösterreichischen Gebieten keine Reformation stattgefunden hat. Die Kirchengemeinde St. Martinus gehört zur Seelsorgeeinheit Oberes Schlichemtal im Dekanat Balingen der Diözese Rottenburg-Stuttgart. Zum Ende des Jahres 2020 zählte die Gemeinde 1088 Katholiken.

## Politik

### Bürgermeister
Der Bürgermeister wird für eine Amtszeit von acht Jahren gewählt. Amtsinhaberin war seit 1. Februar 2005 Frau Monique Adrian. Sie löste Hartmut Steinacher ab, der nach 16 Jahren nicht mehr zur Wahl angetreten war. Die Amtszeit von Monique Adrian, die seit Juni 2019 erkrankt war, endete offiziell am 31. Januar 2021. Seit dem 1. Januar 2021 ist Marion Maier, die bisherige Hauptamtsleiterin, die im ersten Wahlgang bei vier Gegenkandidaten mit 57,1 Prozent der gültigen Stimmen gewählte Bürgermeisterin.
- 1909–1919: Zephir Effinger
- 1919–1933: Johann Hahn
- 1933–1945: Franz Rebstock
- 1945–1965: Josef Waller
- 1965–1973: Erwin Kästle
- 1973–1989: Norbert Majer
- 1989–2005: Hartmut Steinacher
- 2005–2019: Monique Adrian

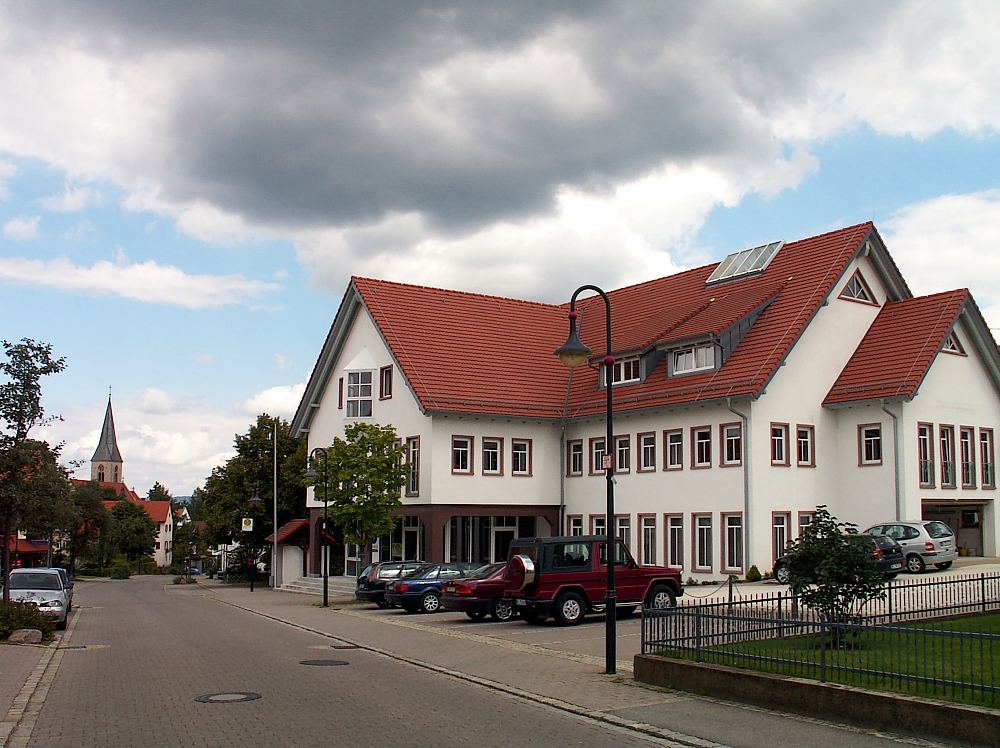
Rathaus Dotternhausen

- 2019–2020: Alfons Kühlwein (gewählter Amtsverweser)[9]
- 2021–0000: Marion Maier[10]

### Städtepartnerschaften
Frankreich: Val d'Oison

## Kultur und Sehenswürdigkeiten

### Musik

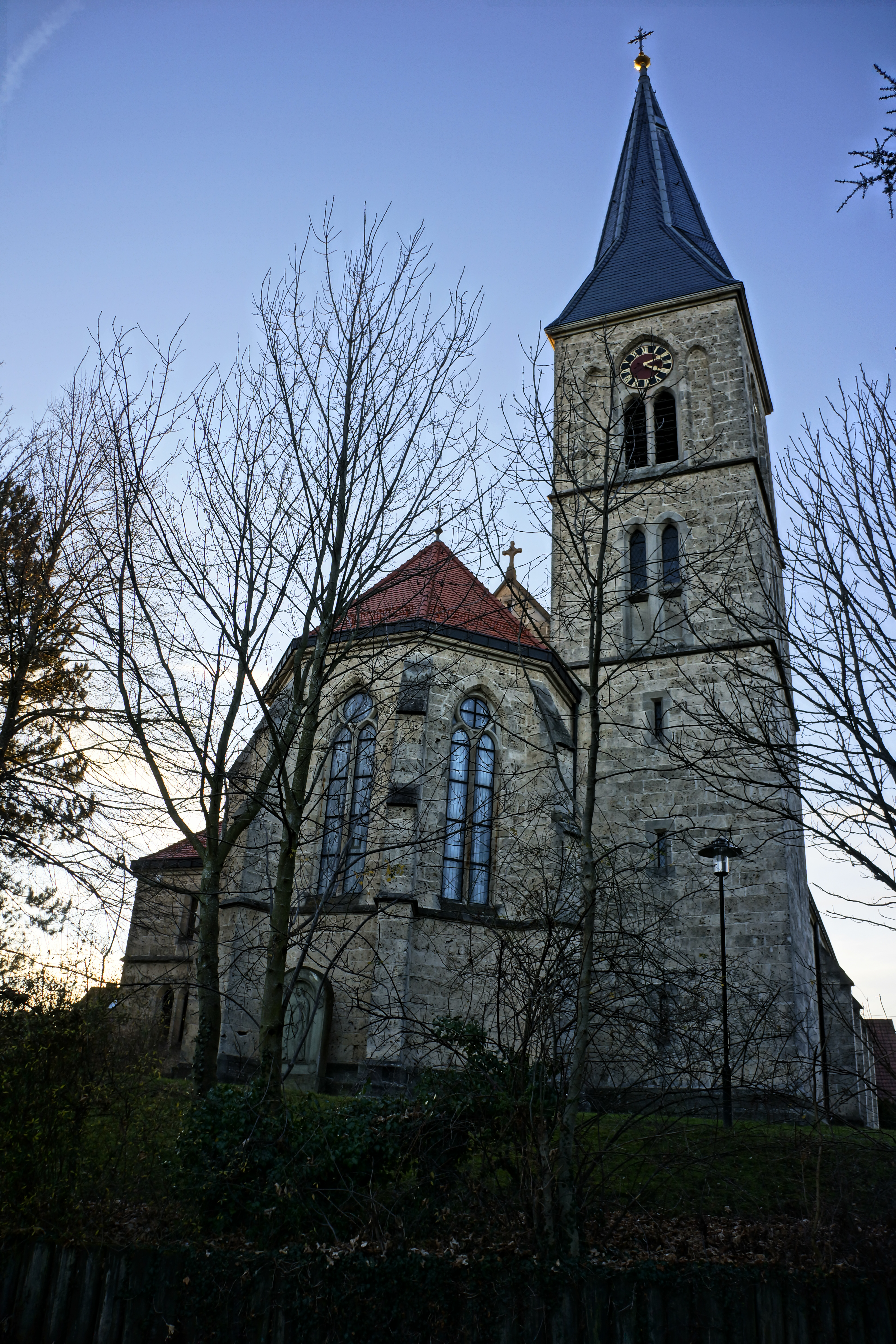
St. Martinus-Kirche Dotternhausen

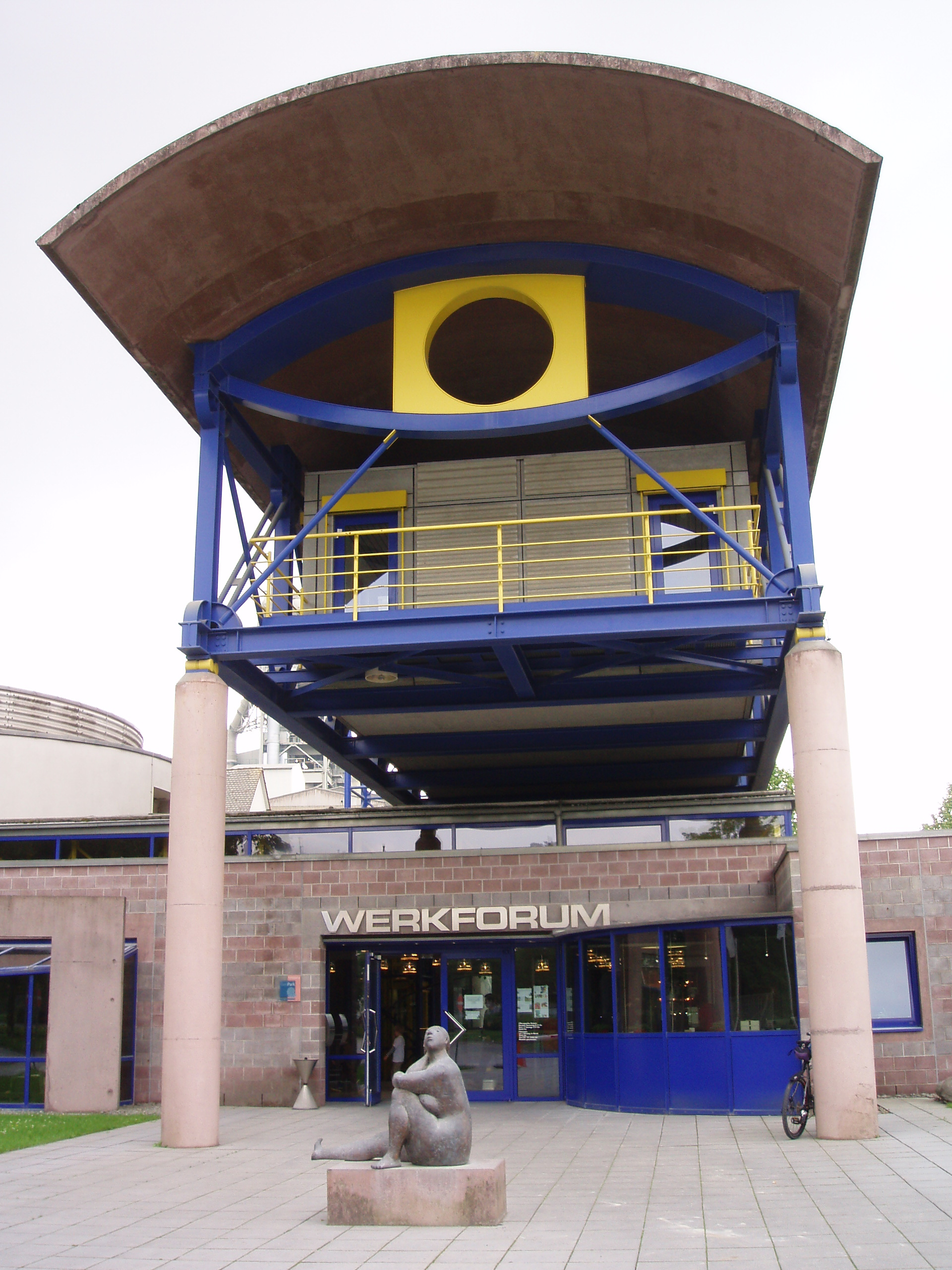
Werkforum

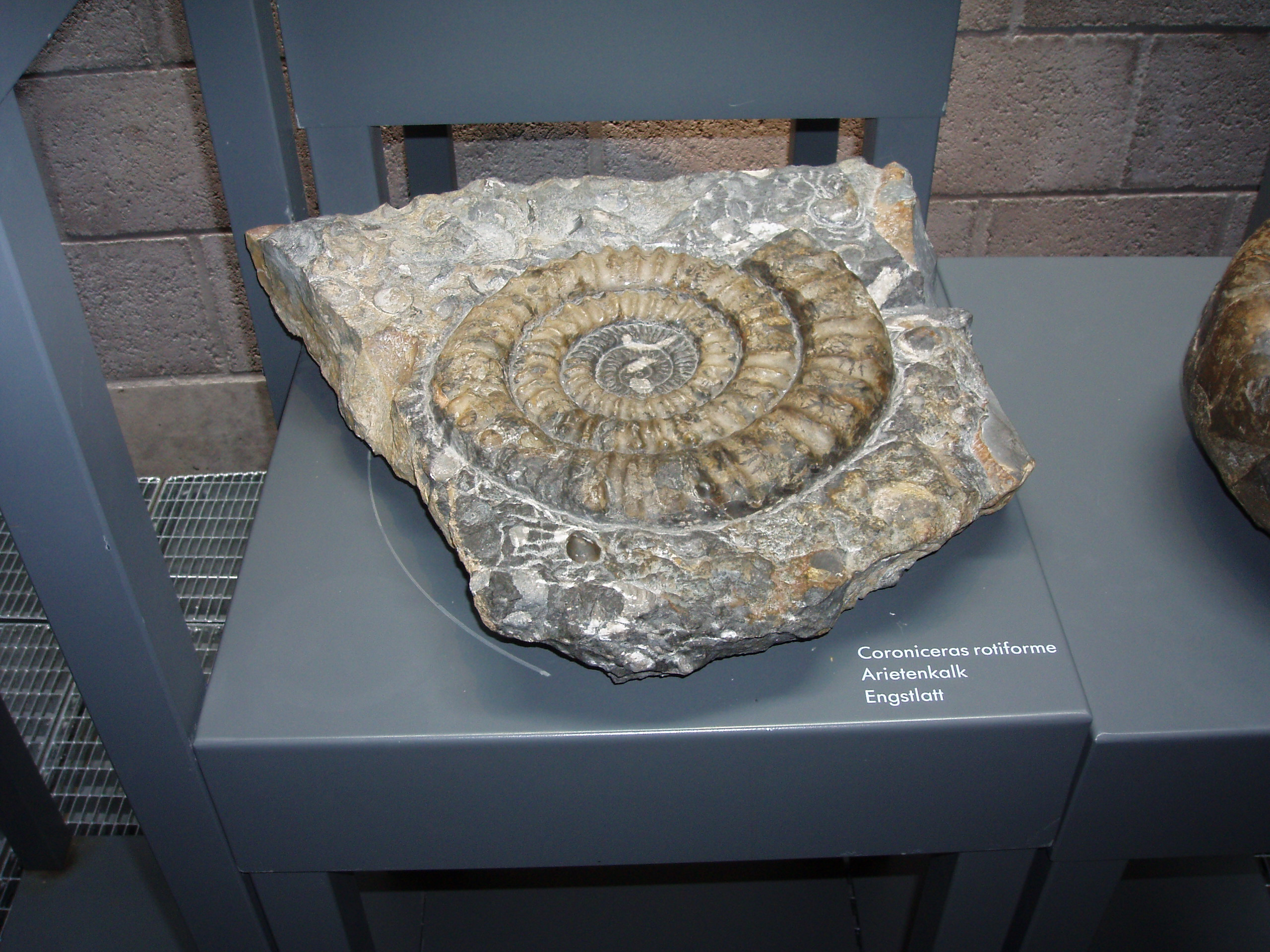
Ein Ausstellungsstück des Werkforums

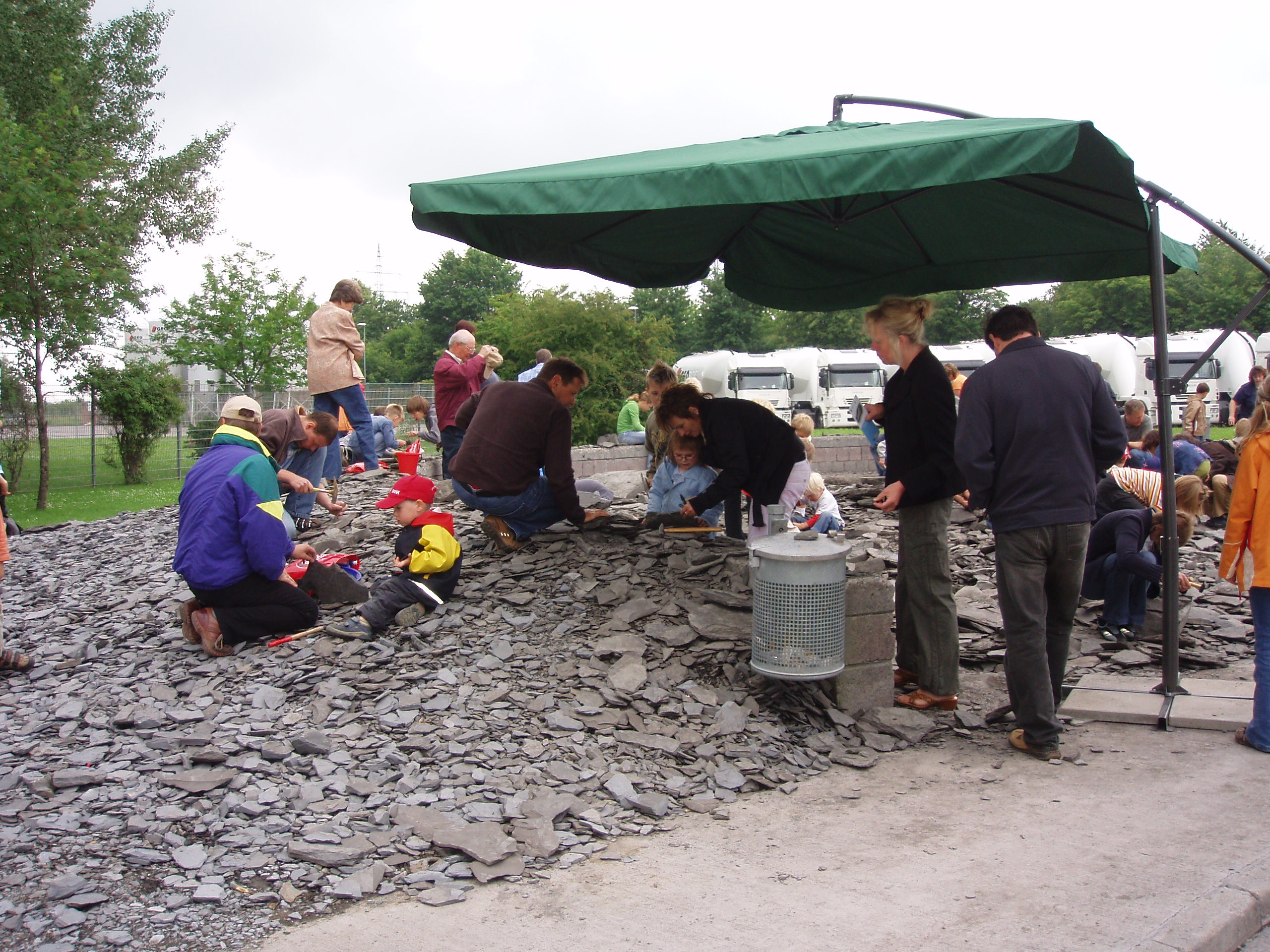
Klopfplatz vor dem Werkforum

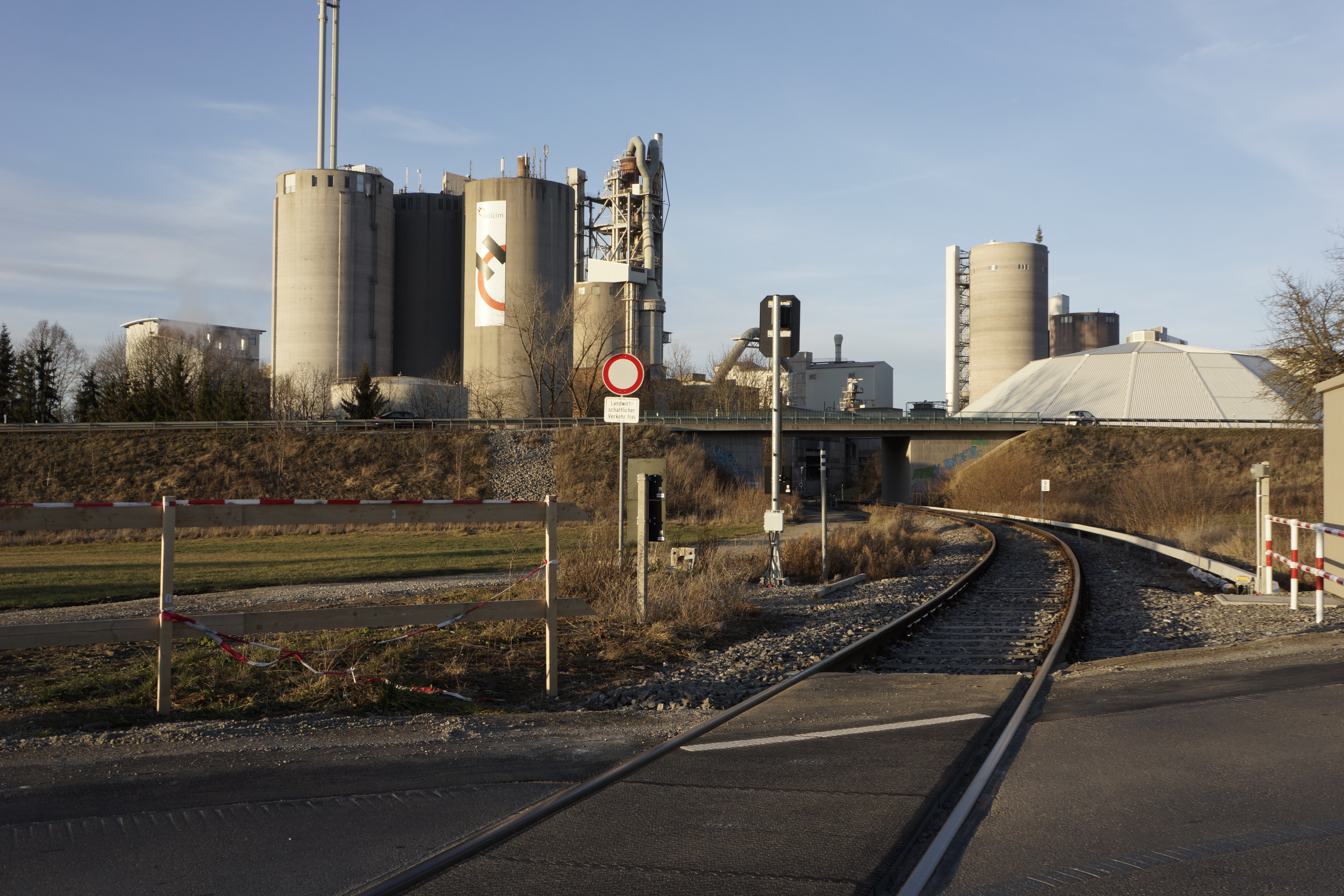
Holcim GmbH Zementwerk

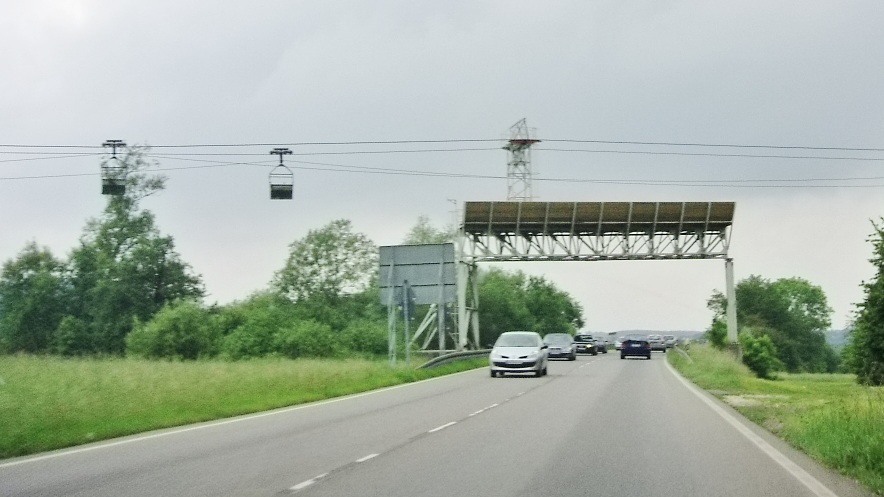
Materialseilbahn der Holcim GmbH über der B 27

- Sitz der Jugendmusikschule Zollernalb (gegründet 1966)
- Musikverein Dotternhausen (gegründet 1879)
- Liederkranz Dotternhausen (gegründet 1844)

### Kultur
- Narrenzunft Dotternhausen e. V. (gegründet 1938), Narrenfigur: Mondstupfer
- Schwäbischer Albverein Ortsgruppe Dotternhausen e. V. (gegründet 1896)

### Bauwerke
- Schloss Dotternhausen der Familie der Freiherren von Cotta aus dem 18. Jahrhundert
- St. Martinus-Kirche von 1886
- St. Anna-Kapelle
- Zehn Skulpturen aus „Terrament“ in der „Skulpturenstraße Dotternhausen“
- Auf dem zu Dotternhausen gehörenden Plettenberg befindet sich seit 1980 ein 158 Meter hoher Fernmeldeturm der Deutsche Telekom AG in Stahlbetonbauweise (48° 13′ 4″ N, 8° 48′ 53″ O).

### Museen
Die ortsansässige Firma Holcim (früher Rohrbach Zement) betreibt seit 1990 ein Fossilienmuseum unter dem Namen Werkforum mit danebenliegenden Klopfplatz. Auf dem jedermann zugänglichen Platz, auf dem das Zementwerk einige Lastwagen voll Ölschiefer abgekippt hat, kann mit Hammer und Meißel nach Ammoniten gesucht werden. Das Fossilienmuseum beherbergt über 1.000 Exponate von Jurafossilien der Westalb mit dem Schwerpunkt auf Fischsauriern, Flugsauriern, Krokodilen, Fischen, Seelilien, Ammoniten und Kleinfossilien aus dem Ölschiefer des Lias Epsilon. Seit Juli 2006 ist das Fossilienmuseum Infostelle des UNESCO Geoparks Schwäbische Alb.

### Naturdenkmäler
Das Naturschutzgebiet „Plettenkeller“ ist ein ehemaliger Steinbruch unterhalb des Plettenbergtraufes.

### Sport
Vereine:
- Sportverein Dotternhausen 1918 e. V.: zwei aktive Fußballmannschaften (Landesliga und Kreisliga B), Turn- und Leichtathletik-Abteilung mit Lauftreff
- Tennisclub Dotternhausen (gegründet 1986)
- Sportfischereiverein Dotternhausen (gegründet 1981)
- Schachgemeinschaft Dotternhausen (gegründet 1996)

Sporteinrichtungen:
- 2 Sportplätze (davon ein Kunstrasenplatz)
- Große Sporthalle mit Besucherrängen und Sportheim
- 3 Tennisplätze

## Wirtschaft und Infrastruktur

### Wirtschaft
Bei Dotternhausen gibt es zwei große Steinbrüche und ein großes Zementwerk der LafargeHolcim Ltd., wobei der Transport des gebrochenen Kalksteins mit Hilfe der Materialseilbahn Dotternhausen–Plettenberg geschieht. Sie gilt als ein Wahrzeichen der Gemeinde Dotternhausen. Sie überquert die B 27 und ist durch ihre unverwechselbaren Lorenwagen bekannt. Täglich werden hier 3.000 Tonnen Kalkstein vom nahen Plettenberg ins Werk befördert.
Die Errichtung des Zementwerks wurde während des Dritten Reichs aus Mitteln des Wirtschaftsdanks Württemberg des Gauleiters Wilhelm Murr finanziert. Als persönlich haftender Geschäftsführer wurde der damalige NSDAP-Gauamtsleiter Rudolf Rohrbach eingesetzt, dessen Familie das Zementwerk bis 2004 besaß.

### Verkehr

#### Straßen
Am westlichen Ortsrand verläuft die Bundesstraße 27, welche Dotternhausen nach Norden mit Balingen-Tübingen-Stuttgart und nach Süden mit Rottweil-Villingen-Schwenningen-Schweiz bzw. Bodensee verbindet. Die Bundesautobahn 81 (Anschlussstelle Rottweil) ist rund 17 Kilometer entfernt.

#### Bahn- und Busverkehr
Dotternhausen liegt an der Bahnstrecke Balingen–Schömberg, welche werktags von Güterzügen und in den Sommermonaten sonntags von Personenzügen (Rad-Wander-Shuttles) im Zweistundentakt befahren wird.
1914 wurden baureife Pläne für eine Heubergbahn von Sulz ausgehend über Rosenfeld nach Dotternhausen nicht verwirklicht.

Die nächsten größeren Bahnhöfe:
- Balingen (Regionalexpress-Züge, Zugverbindungen nach Tübingen, Stuttgart und Sigmaringen / Aulendorf), 8 km
- Rottweil (Intercity-Bahnhof, Zugverbindungen nach Stuttgart und Zürich), 15 km

Der öffentliche Nahverkehr wird durch den Verkehrsverbund Neckar-Alb-Donau (NALDO) gewährleistet. Die Gemeinde befindet sich in der Wabe 334.

Buslinien:
- Linie 7440: Balingen-Schömberg-Rottweil (täglich)
- Linie 15: Frommern-Roßwangen-Dotternhausen-Dormettingen-Dautmergen (an Schultagen)

#### Radverkehr
Über eine Alltagsradroute aus dem Radnetz Baden-Württemberg ist Dotternhausen mit Balingen und in der anderen Richtung über Schömberg mit Rottweil verbunden. 
Der Schwäbische-Alb-Radweg, ein Radfernweg vom Bodensee nach Donauwörth, verläuft von Tuttlingen über Schömberg nach Dotternhausen und weiter über Dormettingen nach Balingen.

### Bildung
- Grund- und Hauptschule: Schlossbergschule Dotternhausen

## Ehrenbürger
- Rudolf Rohrbach: Unternehmer, Gründer der Firma Rohrbach-Zement (heute Holcim)